# Gai Duïli
|  | Per a altres significats, vegeu «Gai Duïl·li (quinquevir)». |

Gai Duïli (en llatí: Gaius Duilius), de vegades Gai Duïl·li, (en llatí: Gaius Duillius) va ser un magistrat romà. Era probablement net del tribú de la plebs Marc Duïli. Formava part de la gens Duíl·lia, una antiga gens romana d'origen plebeu.
Va ser elegit cònsol l'any 260 aC juntament amb Gneu Corneli Escipió Asina. En aquell any els cartaginesos assolaven les costes d'Itàlia i, contra els seus atacs, els romans no podien fer res, atès que no disposaven de naus. Va construir, llavors, una flota d'un centenar de quinquerrems i unes vint trirrems, prenent per model un vaixell cartaginès que havia romàs varat a la costa. La quantitat de vaixells construïts varia segons els autors: Orosi diu que van ser 130 vaixells, i Florus parla de 160. Segons Joan Zonaràs i Aureli Víctor, s'haurien construït en solament seixanta dies. El comandament es va atorgar a Gai Duïli o, segons Polibi, al seu col·lega Escipió Asina. Polibi diu que Escipió va anar cap a Messana amb 17 naus i després es va desviar cap a Lípara, on va ser fet presoner pels cartaginesos. La resta de la flota va anar a Sicília, on li va sortir al pas Hanníbal Giscó, l'almirall cartaginès, amb cinquanta vaixells, però fou derrotat i es va haver d'escapar després de perdre molts vaixells. Va ser en aquell moment, segons Polibi, que el comandament de la flota es va donar a Duïli, que fins llavors tenia el comandament a terra.
Duïli es va assabentar que els cartaginesos estaven atacant la zona de Miles, a Sicília, i es va dirigir allí, on es va trobar amb la flota cartaginesa de cinquanta vaixells (Diodor de Sicília diu 200). Així, es va entaular la batalla de Miles, que va acabar amb una gran victòria romana. En el primer atac els cartaginesos van perdre trenta naus, i en el segon, cinquanta, i Hanníbal es va escapar amb dificultat en una barca. Segons Eutropi i Orosi, la pèrdua de naus cartagineses no va ser tan gran com diu Polibi.
Duïli va desembarcar a Sicília, va fer aixecar el setge d'Egesta, que els cartaginesos portaven a terme, i va ocupar Macel·la per assalt. Va visitar als aliats de Roma a Sicília, entre els quals Hieró II de Siracusa. Quan anava a sortir del port de Siracusa, els cartaginesos el van voler aturar, però no ho van aconseguir.
Al seu retorn a Roma, va celebrar un esplèndid triomf, atès que era la primera victòria naval dels romans, i la seva memòria es va perpetuar en una columna erigida al Fòrum, que es va ornar amb els rostra de les naus conquerides. Duïli va erigir, en agraïment, un temple a Janus al Forum olitorium. A més, va rebre l'honor de ser acompanyat per un herald i una torxa (portada per un portador de torxes) quan assistís a un banquet nocturn.
Durant el seu consolat, el senat va prohibir enterrar als morts romans dins de la ciutat. Duïli també va ser censor l'any 258 aC, segons els Fastos Capitolins, i el 231 aC va ser breument dictador, amb la missió única de celebrar els comicis.